# Alfabeto gupta
El alfabeto gupta (también conocido como alfabeto gupta brahmi o brahmi tardío; en sánscrito, गुप्त /गुप्त ब्रह्मी लिपी) es un alfabeto usado para escribir sánscrito y asociado al Imperio Gupta de la India, un periodo de prosperidad material y grandes desarrollos religiosos y científicos. El alfabeto gupta desciende del brahmi y dio lugar a los alfabetos nagari, sharada y Siddham. Estos, a su vez, derivaron en otros muchos alfabetos importantes de la India, incluyendo el devanagari (el alfabeto más común para escribir sánscrito desde el siglo XIX), el gurmukhi para el idioma panyabí, el asamés, el bengalí y el tibetano.

## Orígenes y clasificación

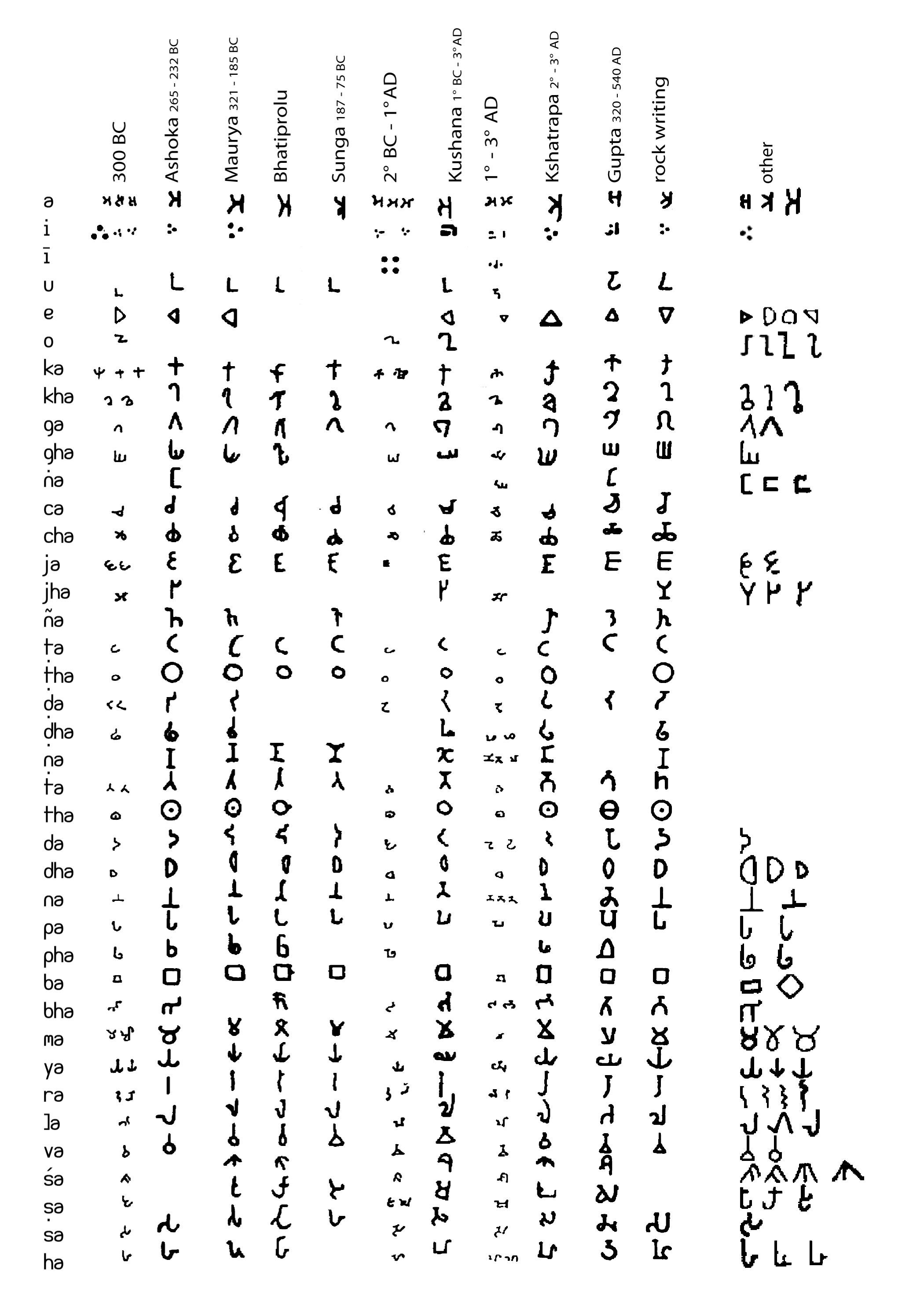
Brahmi y sus alfabetos descendientes.

El alfabeto gupta descendió del alfabeto brahmi Asóka, y de su esencial relación entre el brahmi y la mayoría de alfabetos de los alfabetos bráhmicos, sistemas de escritura alfasilabarios o abugidas. Esto significa que solo los fonemas consonánticos tienen símbolos distintos, mientras que las vocales están marcadas por signos diacríticos, expresándose con /a/ la pronunciación implícita cuando no están presentes los signos diacríticos. De hecho, el alfabeto gupta funciona exactamente del mismo modo que sus predecesores y sucesores, variando solo en las formas de los grafemas y de los signos diacríticos.
Durante el siglo IV, las letras comienzan a tomar formas más cursivas y simétricas, debido al deseo de escribir más rápida y estéticamente. Esto también significó que el alfabeto se volvió más diferente a lo largo del Imperio, con variaciones regionales que han sido clasificadas ampliamente en tres, cuatro y cinco categorías; sin embargo, la clasificación definitiva no está clara, porque incluso en una sola inscripción puede haber variación en como escribir un símbolo específico. En este sentido, el término “alfabeto gupta” debería ser usado para referirse a cualquier sistema de escritura derivado del periodo gupta, a pesar de que puede haber falta de uniformidad entre los distintos alfabetos.

## Inscripciones
Las inscripciones del alfabeto gupta que han sobrevivido se encuentran principalmente en pilares de hierro o de piedra, y en monedas de oro de la dinastía Gupta. Una de las inscripciones más importantes es la Allahabad Prasasti. Fue compuesta por Harishena, poeta de la corte y ministro del Samudragupta. Describe el reinado de Samudragupta, comenzando por su ascenso al trono como segundo rey de la dinastía Gupta e incluso a su conquista de otros reyes.

## Alfabeto
| a | i | u | ṛ | e | o  |
| ā |   |   |   |   | au |

| k | kh | g | gh | ṅ |
| c | ch | j | jh | ñ |
| ṭ | ṭh | ḍ | ḍh | ṇ |
| t | th | d | dh | n |
| p | ph | b | bh | m |
| y | r  | l | v  |   |
| ś | ṣ  | s | h  |   |

## Numismática
El estudio de las monedas gupta comienza con el descubrimiento de una reserva de monedas de oro en 1783. Desde entonces se han descubierto muchas reservas, siendo la reserva más importante la de la antigua ciudad de Bayana (situada en el distrito de Bharatpur en Rajastán), encontrada en 1946, cuyo contenido superaba las 2000 monedas oro acuñadas por los reyes Gupta. Muchas de las monedas del Imperio Gupta tienen inscripciones de leyendas o reflejan acontecimientos históricos. De hecho, fue uno de los primeros imperios de la India en realizar dicha práctica, probablemente como resultado de su prosperidad sin precedentes. Casi todos los reyes de Gupta emitieron monedas, empezando por su primer rey,Chandragupta I.
Las inscripciones de las monedas son de naturaleza diferente a las halladas en los pilares, lo que se debía al conservadurismo aplicado sobre las monedas que fueron aceptadas como divisa, lo que habría prevenido variaciones regionales en la escritura manifiesta en la acuñación. Además, el espacio de las monedas de plata estuvo más limitado, y por lo tanto muchos de los símbolos están truncados o atrofiados. Un ejemplo son los símbolos para /ta/ y /na/, que a menudo fueron simplificados a trazos verticales.

## Alfabetos relacionados
- Alfabeto bhattiprolu.
- Alfabeto kadamba.
- Alfabeto telugu-kannada.
- Alfabeto pallava